# Henry E. Howell

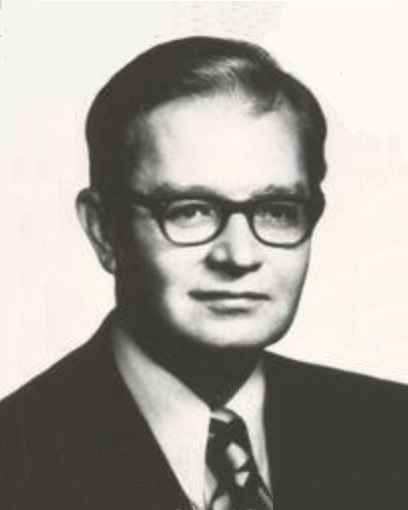
Henry E. Howell

Henry Evans Howell, Jr. (* 5. September 1920 in Norfolk, Virginia; † 7. Juli 1997 ebenda) war ein US-amerikanischer Politiker der Demokratischen Partei und von 1971 bis 1974 Vizegouverneur von Virginia.

## Leben
Nach dem Besuch des College of William & Mary in Williamsburg studierte er Rechtswissenschaft an der University of Virginia, schloss das Studium mit einem Bachelor of Laws (LL.B.) ab und war danach als Rechtsanwalt tätig. 1960 wurde er als Kandidat der Demokraten in das Abgeordnetenhaus von Virginia gewählt, ehe er 1966 Mitglied im Senat von Virginia wurde und diesem bis 1971 angehörte.
Howell, ein starker Befürworter von Bürgerrechten und Vertreter der Interessen der Arbeitnehmer und Verbraucher, bewarb sich erstmals 1969 um das Amt des Gouverneurs von Virginia. In der Stichwahl um die demokratische Nominierung unterlag er aber William C. Battle, der dann seinerseits die eigentliche Wahl gegen den Republikaner A. Linwood Holton verlor.
1971 wurde Howell trotz parteiinterner Gegnerschaft Vizegouverneur von Virginia und bekleidete dieses Amt bis 1974. Nachdem er bei den Gouverneurswahlen in Virginia 1973 gegen Mills E. Godwin verloren hatte, blieb er politisch aktiv und erhielt genügend Unterstützung von afroamerikanischen Wählern und Wählerschichten aus Vororten, um überraschenderweise 1977 die Vorwahl (Primary) der Demokratischen Partei für das Amt des Gouverneurs von Virginia zu gewinnen.
Howell, der ein volkstümlicher liberaler Demokrat war, verärgerte damit jedoch langjährige Parteifunktionäre der Demokraten so sehr, dass diese sich mit der konservativen Republikanischen Partei verbündeten, um damit seine politische Karriere zu beenden. Im November 1977 verhalfen sie Howells republikanischem Gegner John N. Dalton, der 1974 dessen Nachfolger als Vizegouverneur wurde, zu einem deutlichen Wahlsieg für das Amt des Gouverneurs. Eine bemerkenswerte Ausnahme von Howells Wahlniederlage war jedoch Chuck Robb, der zum Vizegouverneur gewählt wurde und später auch noch Gouverneur von Virginia sowie US-Senator war.
Nach seiner Niederlage zo er sich aus dem politischen Leben zurück und nahm als Gründungspartner der Kanzlei Howell, Daugherty & Brown seine Tätigkeit als Anwalt wieder auf.